# Interacció dipol-dipol induït

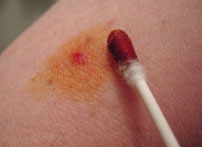
La tintura de iode és una dissolució de iode (apolar) en etanol (polar). Per augmentar la solubilitat s'addiciona també iodur de potassi que produeix una interacció ió-dipol induït

La interacció dipol-dipol induït, o interacció de Debye, és un dels tres tipus de forces de van der Waals i consisteix en una atracció electroestàtica feble que es presenta entre molècules polars i apolars, o entre grups moleculars polars i apolars.
El químic neerlandès Johannes Diderik van der Waals en la seva tesi doctoral sobre la compressió dels gasos descobrí que els gasos reals no seguien el comportament predit per la llei dels gasos ideals. Atribuí el desviament al volum de les molècules de gas, considerades puntuals en els gasos ideals, i a l'existència d'algun tipus de forces intermoleculars, anomenades forces de van der Waals. El també científic neerlandès Peter J. W. Debye explicà un dels tipus de forces de van der Waals, les interaccions dipol-dipol induït, el 1920, forces entre molècules que presenten un dipol permanent i molècules apolars (Cl₂, CO₂...) Debye imaginà que les molècules podien desplaçar la seva distribució electrònica en l'escorça atòmica en un principi homogènia (esfèrica) per efecte de la interacció d'una molècula dipolar.
Si una molècula amb moment dipolar s'aproxima a una molècula apolar, sense moment dipolar, deformarà el seu nigul electrònic. La polarització de l'espècie neutra dependrà de la seva capacitat de polarització o polaritzabilitat, α, i del moment dipolar, μ, del dipol. És una interacció molt feble, a causa del fet que les polaritzabilitats són baixes. Només són importants a distàncies molt curtes, ja que la seva energia depèn d'1/r⁶. L'energia d'aquesta interacció és expressada per l'equació:
on:

Mola d'arengs (Clupea harengus) que respiren oxigen dissolt dins aigua

- μ : moment dipolar del dipol.
- α : polaritzabilitat de la molècula apolar.
- r : Distància mitjana entre els dipols (m).[3]

La interacció de Debye també es produeix dintre d'una mateixa molècula entre grups moleculars polars i apolars. Les macromolècules, a causa de la seva extensió, poden aproximar parts no contigües entre les quals es poden establir aquestes interaccions. Per exemple un grup carbonil, R1R₂C=O, presenta un doble enllaç polaritzat amb densitat de càrrega negativa sobre l'oxigen i positiva sobre el carboni. Aquest dipol pot induir un dipol sobre un doble enllaç R1C=CR₂ apolar i establir-se una interacció que fixa l'estructura de la macromolècula. Aquestes interaccions participen, per exemple, en la configuració de les estructures de les proteïnes.
La importància química de la interacció de Debye també es fa palesa en les dissolucions de composts apolars en dissolvents polars. Així per exemple la dissolució d'oxigen, O₂, molècula apolar, en aigua, H₂O, molècula polar, és un cas excepcionalment rellevant de la importància d'aquestes interaccions a la natura, ja que permet la vida dintre de l'aigua subministrant oxigen perquè els éssers vius marins puguin realitzar la respiració.